# Näsnaren
Näsnaren este o arie protejată (arie specială de conservare — SAC, sit de importanță comunitară — SCI, arie de protecție specială avifaunistică — SPA) din Suedia întinsă pe o suprafață de 678,6 ha, integral pe uscat.

## Localizare
Centrul sitului Näsnaren este situat la coordonatele 59°01′03″N 16°09′55″E / 59.0176°N 16.1653°E.

## Înființare
Situl Näsnaren a fost declarat sit de importanță comunitară în iulie 2000 pentru a proteja 4 specii de animale. Alte tipuri de protecție:
- arie de protecție specială avifaunistică (în iulie 2000)[2]
- arie specială de conservare (în martie 2011)[1][3][4]

## Biodiversitate
Situată în ecoregiunea boreală, aria protejată conține 1 habitat natural: Lacuri eutrofice naturale cu vegetație de tip Magnopotamion sau Hydrocharition.
La baza desemnării sitului se află mai multe specii protejate de  păsări (4): buhai de baltă (Botaurus stellaris), erete de stuf (Circus aeruginosus), ferestraș mic (Mergus albellus), corcodel-urechiat (Podiceps auritus).